# Élection présidentielle iranienne de 2009
L'élection présidentielle iranienne du 12 juin 2009 a reconduit au pouvoir, pour quatre ans, Mahmoud Ahmadinejad, le président de la République sortant. Les résultats officiels créditent Mahmoud Ahmadinejad de 62,6 % des suffrages exprimés contre 33,7 % pour son principal opposant Mir Hossein Moussavi, la participation s'élevant à 85 %.
Cependant, les résultats sont très vite contestés par de nombreux Iraniens et par les autres candidats, en particulier Mehdi Karoubi et Mir Hossein Moussavi. Mir Hossein Moussavi évoque des « fraudes massives » et la falsification des résultats de l'élection et s'oppose par conséquent à leur proclamation. D'importantes manifestations se déroulent dans les jours qui suivent rassemblant des millions d'Iraniens, à Téhéran et dans tout le pays. Elles sont fortement relayées par les médias à travers le monde, à partir du moment où la répression fait des morts, que l'opposition dénonce et que les Iraniens font connaître grâce à internet, pour contourner la censure. La mort filmée d'une jeune fille, Neda Agha Soltan, donne un visage aux victimes de la répression. Les résultats officiels sont confirmés après une enquête demandée par le pouvoir religieux et malgré les demandes de l'opposition soutenue par de très importantes manifestations.
Le Venezuela, la Russie et de nombreux pays du Moyen-Orient félicitent Ahmadinejad pour son élection tandis que la plupart des pays occidentaux émettent des réserves sur la validité des résultats, dont la France et l'Union européenne.
Cette élection a fortement marqué l'histoire de la République islamique d'Iran. Elle a donné lieu au plus important mouvement de contestation depuis la Révolution de 1979, tant par l'ampleur des manifestations que par leur répression. Elle a également marqué l'importance des nouveaux médias dans la vie politique iranienne (Internet, téléphones mobiles, réseaux sociaux...), largement contrôlés et censurés [réf. nécessaire], mais dont certains ont réussi à passer la censure.
Outre l'opposition iranienne, un certain nombre de pays (notamment l'Union européenne, les États-Unis et la Russie) ainsi que l'ONU ont rappelé à l'Iran l'obligation d'assurer l'honnêteté du scrutin et de respecter la liberté d'expression de ses concitoyens. Ban Ki-moon, le secrétaire général de l'ONU, a appelé le 23 juin à un arrêt immédiat des « arrestations, menaces et recours à la force » visant, à la suite de cette élection, des civils en Iran. Amnesty International a aussi demandé ce même jour aux autorités iraniennes de cesser d'utiliser la milice islamiste Bassidj, constituée d'hommes armés en civil, contre les manifestants qui contestent la réélection de Mahmoud Ahmadinejad.

## Candidats

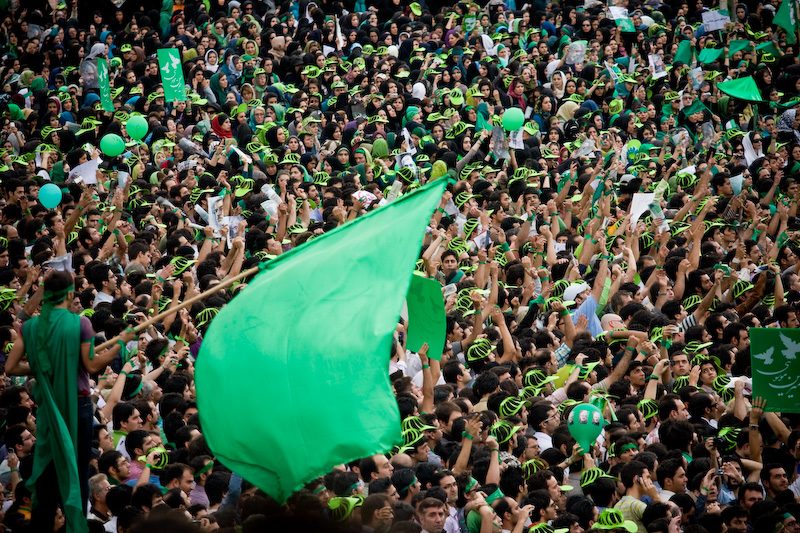
Manifestation des supporteurs de Mir Hossein Moussavi durant la campagne électorale.

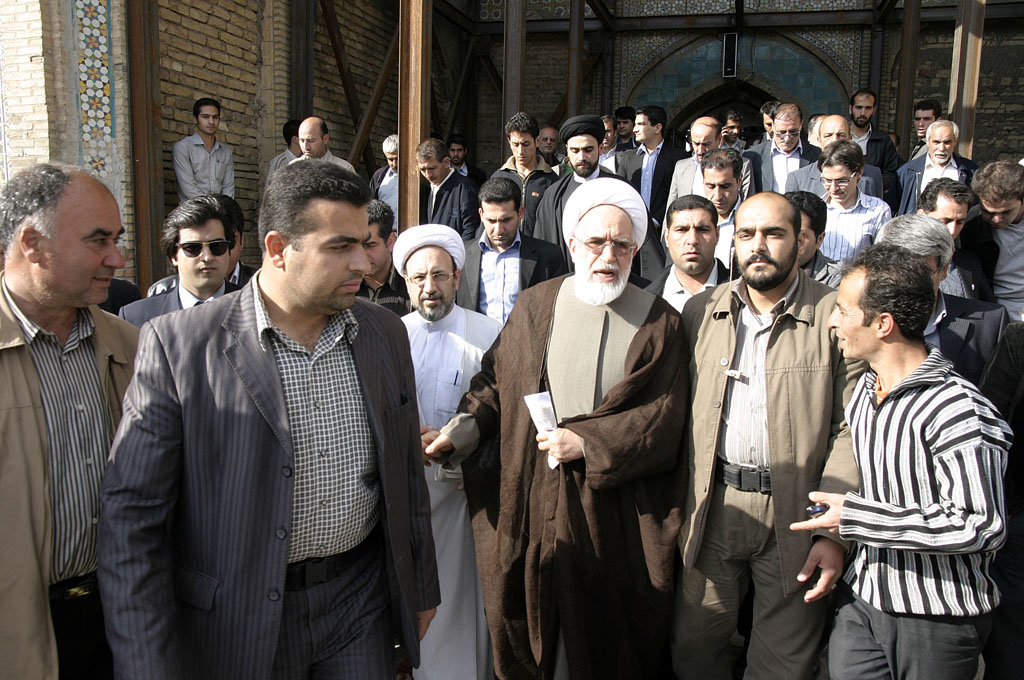
Mehdi Karoubi en campagne en mai 2009.

L'enregistrement des candidats s'est déroulé du 5 au 9 mai 2009 au ministère de l'Intérieur. Le Conseil des gardiens de la Constitution a entériné la liste définitive quelques jours plus tard, après avoir examiné le dossier de chacun d'eux et récusé de très nombreux candidats, comme c'est toujours le cas pour les élections iraniennes. Ce qui fait dire aux organisations des droits de l'homme, telle la Fédération internationale des droits de l'homme, que les élections en Iran sont habituellement des « mascarades électorales ».
Dans cette élection, outre le président sortant, s’affrontaient Mehdi Karoubi, arrivé troisième à l'élection présidentielle de 2005 avec 17,2 % des voix, qualifié de « réformateur pragmatique », le général Mohsen Rezaï, ancien chef des Gardiens de la Révolution islamique et secrétaire général du Conseil de discernement, classé parmi les conservateurs et l’ancien Premier ministre, Mir Hossein Moussavi, perçu comme un conservateur modéré et soutenu par les principaux partis réformateurs (dont le Front de participation à l'Iran islamique et la Société des clercs militants, présidée par Mohammad Khatami).
Moussavi annonce sa candidature le 9 mars 2009, après vingt ans d'absence de la scène politique. Il a reçu l'appui de Mohammad Khatami, prédécesseur d'Ahmadinejad à la présidence de la République, qui renonce à se présenter. Pendant sa campagne électorale, il promet plus de liberté et critique l'interdiction des chaînes télévisées privées. Il promet également d'amender les lois « discriminatoires et injustes » à l'encontre des femmes et d'œuvrer pour les droits des femmes. Il soutient le programme nucléaire iranien, le qualifiant de « pacifique,». Par ailleurs, il reprochera à Ahmadinejad ses propos « excessifs » sur l'Holocauste, Israël et l'Occident, même si lui-même adopte des positions analogues ou ambigües sur ces questions.

## Résultats officiels
Les résultats officiels publiés par le ministère de l'Intérieur à l'issue du seul et unique tour furent les suivants. Le taux de participation s'élevait à 85 %.
| Candidats                | Nombre de voix | % des voix |
| ------------------------ | -------------- | ---------- |
| Mahmoud Ahmadinejad      | 24 527 516     | 62,63 %    |
| Mir Hossein Moussavi     | 13 216 411     | 33,75 %    |
| Mohsen Rezai             | 678 240        | 1,73 %     |
| Mehdi Karoubi            | 333 635        | 0,85 %     |
| Votes valides            | 38 755 802     | 98,95 %    |
| Votes invalides ou blanc | 409 389        | 1,05 %     |
| Total                    | 39 165 191     | 100 %      |

## Résultats selon un correspondant de l'ambassade américaine d'Achgabat
Selon les révélations de télégrammes de la diplomatie américaine par WikiLeaks, un correspondant iranien aurait déclaré à l'ambassade des États-Unis d'Achgabat que M. Moussavi a reçu environ 26 millions (ou 61 %) des 42 millions de suffrages exprimés lors des élections, suivi par Mehdi Karroubi (10-12 millions de voix) et Ahmadinejad a reçu un maximum de 4-5 millions de voix, le reste allant à Mohsen Rezai.

## Contestations

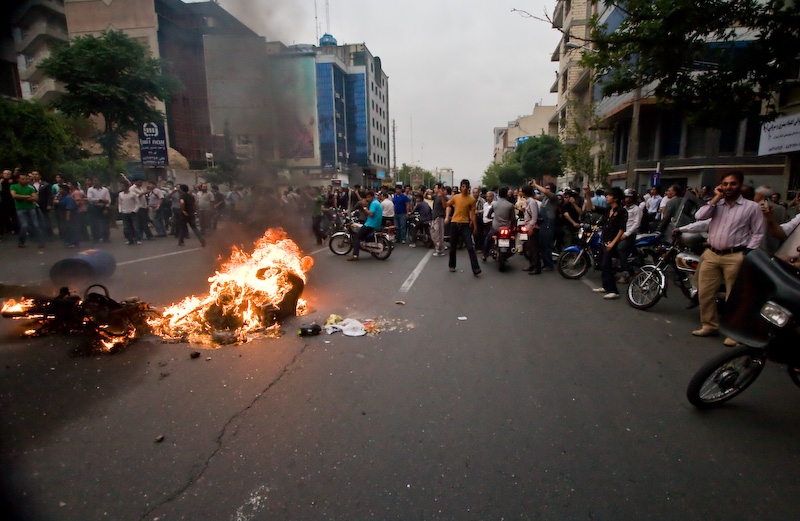
Violences à Téhéran, le 13 juin 2009.

Le pouvoir cherche à étouffer la contestation, mais celle-ci se poursuit, en particulier grâce au web.

### Accusations de fraude
Mir Hossein Moussavi s'est déclaré vainqueur de l'élection et affirme qu'il y a eu des fraudes massives. Le quotidien français Le Figaro explique, le 16 juin 2009, que « selon certaines sources internes », « la commission électorale aurait d'abord prévenu Moussavi de sa victoire, dans la soirée du vote, vendredi, tout en lui demandant d'attendre pour annoncer le résultat ».
Selon Mohammad-Reza Djalili, professeur à l'IUHEI de Genève et auteur de « Géopolitique de l'Iran », jamais une fraude aussi immense n'avait été organisée. Il explique comment ces fraudes ont pu être organisées.
Selon le quotidien français Libération en date du même jour, selon des fuites obtenues auprès d'experts du ministère de l'Intérieur, « les vrais scores des candidats sont radicalement différents de ceux annoncés officiellement : le réformateur Mir Hussein Moussavi serait ainsi arrivé en tête avec 19 millions de voix (45,2 %) (sur 42 millions de votants), devant le second candidat réformateur, Mehdi Karoubi, qui a recueilli 13 millions de suffrages (31 %), Ahmadinejad n'arrivant qu'en troisième position avec 5,7 millions (13,6 %) ». Le 19 juin, Libération parle de « quelques fonctionnaires du ministère de l'Intérieur », dont quatre auraient été arrêtés et un serait mort. Le quotidien donne des chiffres un peu plus précis : 19 millions de voix pour Moussavi, 13,38 millions pour Karoubi, 5,77 millions pour Ahmadinejad et 3,74 millions pour Rezaï. Selon le quotidien britannique The Guardian, ces chiffres ont été donnés par Ebrahim Amini, un conseiller de Karoubi, et seraient donc moins crédibles que ceux qui donne Moussavi vainqueur avec 21,3 millions de voix, suivi d'Ahmadinejad avec 10,5 millions, de Rezaï avec 2,7 millions et Karoubi avec 2,2 millions.
« Selon le site Fararou, qui est celui du maire de Téhéran, le quotidien Keyhan (ultraradical, ndlr) voulait annoncer vendredi soir qu'Ahmadinejad avait été réélu avec 63 % des voix, alors que le comptage n'était pas terminé. Ce sont les services de renseignement qui ont demandé de ne pas publier cette “information” », affirme le 15 juin la sociologue spécialiste de l'Iran Azadeh Kian-Thiébaut.
Le 9 juin, Libération donne des précisions sur la façon dont aurait pu fonctionner la fraude : « La manipulation des votes a pu être aussi massive grâce à la prise de contrôle du ministère de l'Intérieur par des bassidji (miliciens) qui ont investi, vendredi, soit le jour même du scrutin, dès 17 heures, des terminaux de totalisation des votes, chassant les fonctionnaires affectés à ces postes ». Selon le quotidien, « Hier, pour la première fois, la télévision d'État iranienne, citant les représentants des trois candidats “battus”, a reconnu “646 irrégularités graves” ».
Le site Rue89 détaille également les moyens utilisés pour la fraude : multiplication inexplicable des urnes mobiles, qui ont suivi des trajets étranges, inspection des observateurs empêchées, constat que la participation a dépassé 100 % des inscrits dans plus de trente villes, prise de contrôle des terminaux de votes par les bassidji, comme rapporté par Libération.
Le 18 juin, le candidat conservateur Mohsen Rezaï, ancien chef historique des Gardiens de la Révolution islamique (Pasdarans) a lui aussi dénoncé des fraudes : « Lorsque je présente [la liste] de 170 circonscriptions où la participation a atteint entre 95 % et 140 %, est-ce que je dis des généralités ou faut-il examiner cela ? » a-t-il demandé lors d'une interview à la télévision d'État. Il a également dénoncé le refus du ministère de l'Intérieur de lui communiquer les résultats bureau de vote par bureau de vote.
Mir Hossein Moussavi publie son rapport sur les fraudes électorales le 23 juin 2009. Il dénonce « l'utilisation à une large échelle des moyens du gouvernement en faveur de son candidat » (Ahmadinejad). Il affirme que « des bulletins de vote ont été imprimés le soir de l'élection sans avoir de numéro de série », que les représentants des autres candidats n'ont pas pu surveiller le scrutin dans les bureaux de vote et émet des « doutes sérieux » sur le fait que les urnes aient été installées vides dans les bureaux de vote, les représentants des candidats n'ayant pas assisté aux scellés.
La sociologue spécialiste de l'Iran Azadeh Kian-Thiébaut (université Paris-VII et CNRS) estime : « Il y a eu trucage, sans aucun doute ». Elle fonde son analyse sur la faiblesse de la popularité d'Ahmadinejad dans plusieurs couches de la population (ouvriers, petits commerçants, classes moyennes, une partie des agriculteurs), sur la faiblesse des scores de Moussavi dans sa ville natale et de Mehdi Karoubi dans son village du Lorestan.
Le quotidien français Libération cite notamment comme preuve d'une fraude électorale le fait que le candidat réformateur Mehdi Karoubi ait officiellement obtenu une seule voix dans sa ville natale d'Aligoordaz (90 000 habitants), malgré sa popularité et le soutien du puissant réseau des derviches et qu'Ahmadinejad ait obtenu 2 886 voix, contre 95 pour ses rivaux, à Rafsandjan, ville natale de son grand rival Hachemi Rafsandjani. « Au fur et à mesure que sont divulgués les résultats officiels, on peut se rendre compte de leur caractère extravagant, poursuit Libération. Dans 77 circonscriptions, les chiffres font apparaître une participation supérieure à plus de 70 % du nombre d'électeurs en âge de voter - jusqu'à 140 % dans plusieurs d'entre elles. »
Dans les jours qui suivent, plusieurs personnalités politiques réclament un nouveau décompte des voix, dont les anciens présidents de la République Hachemi Rafsandjani (président de 1989 à 1997) et Mohammad Khatami (président de 1997 à 2005).
Le 30 juin, Mir Hossein Moussavi maintient sa demande d'une nouvelle élection présidentielle, comme l'affiche son site Ghalamnews. Le 1er juillet, le candidat réformateur Mehdi Karoubi affirme dans une lettre publiée sur son site Internet qu'il ne reconnaît pas la réélection du président iranien Mahmoud Ahmadinejad.
L'Association des religieux combattants, qui regroupe le clergé réformiste derrière l'ancien président de la République Mohammed Khatami, conteste également le résultat de l'élection.
Le grand ayatollah Montazeri, ex-successeur désigné de Khomeiny appelle dans un geste sans précédent à la destitution d’Ali Khamenei, le guide suprême de l'Iran.
Quatre grands ayatollahs sur la dizaine que compte le pays (Hossein Ali Montazeri, ancien dauphin de Khomeini, Nasser Makarem Shirazi, Asadollah Zanjani, Abdolkarim Moussavi Ardibili) ont, le 20 juin 2009, demandé au pouvoir d’examiner avec soin les plaintes des candidats contestant les résultats de l’élection présidentielle et de rendre un « verdict convaincant, ». Le 3 août, le guide suprême a confirmé la réélection d'Ahmadinejad, déclarant que « le vote ferme et sans précédent des Iraniens pour le président reflète leur approbation du bilan du gouvernement sortant ».
De son côté, Nicolas Sarkozy juge qu'il y a eu fraude.
L'Europe a également demandé au pouvoir iranien de respecter le choix des électeurs. L'Union européenne a demandé lundi 15 juin à l'Iran qu'une enquête soit réalisée sur les accusations de fraude électorale lancées après l'élection présidentielle par l'ensemble de l'opposition.
Face à cela, le Guide suprême de la révolution, l'ayatollah Ali Khamenei, soutenu par les Gardiens de la révolution, a annoncé qu'il ne tolérerait aucune manifestation : « Le Guide suprême Ali Khamenei, la plus haute autorité de la République islamique, et les Gardiens de la Révolution ont averti qu’ils écraseraient toute nouvelle protestation et ont exclu l’annulation du scrutin ».
Début août, des manifestations continuent à se tenir en Iran, la protestation rencontrant un large appui dans tous les secteurs de la société iranienne, jusqu'au sein des conservateurs même, qui désapprouvent la répression opposée aux contestataires et son ampleur. Les Gardiens de la révolution occupent le devant de la scène et paraissent se trouver au premier rang de cette riposte répressive aux demandes formulées par l'opposition.
Le 14 août, d'anciens parlementaires réformateurs demandent une enquête au sujet du grand ayatollah Khamenei pour vérifier s'il n'a pas outrepassé ses fonctions et n'a pas violé la Constitution lors de la répression engagée contre les manifestations qui ont suivi l'élection. La fraude électorale ressentie par un très grand nombre d'Iraniens ayant provoqué de nombreuses protestations pacifiques, le gouvernement répond par une sévère répression : 98 morts selon l'opposition et bien davantage de prisonniers, dont certains ont été torturés et menacés pour obtenir leurs aveux, comme l'opposition réformatrice l'a dénoncé.
Ces anciens parlementaires ont donc adressé une lettre collective à l'Assemblée des experts, - largement dominée par les conservateurs soutenant Khamenei - pour demander une enquête afin de vérifier si Khamenei n'a pas outrepassé les pouvoirs que lui donne la Constitution. Selon eux, l'article 11 de la Constitution qui stipule que « le Guide suprême est au même niveau que le reste du peuple devant la loi » permet de conclure que celui-ci doit être remplacé s'il s'avère qu'il « devient incapable de remplir ses obligations constitutionnelles ».
L'article du Nouvel Observateur cite ce courrier et écrit : « L'Article 11 stipule que le Guide suprême doit être remplacé s'il “devient incapable de remplir ses obligations constitutionnelles”. Les anciens parlementaires à l'origine de la lettre dénoncent également la répression des manifestations postélectorales lors desquelles plusieurs centaines de manifestants et de figures de l'opposition ont été arrêtés, et, selon l'opposition, 98 personnes ont été tuées. »
Des procès sont organisés par le pouvoir pour faire attester par les accusés qu'il n'y a pas eu de fraudes. Cependant l'opposition et divers ayatollahs ont exprimé que ces déclarations étaient acquises sous la pression de menaces et même de tortures.

### Réaction officielle sur l'élection
Le vendredi 19 juin 2009, le Guide de la révolution, Khamenei, déclare que le résultat officiel du scrutin est « définitif ».
Le 22 juin 2009, après expertise, le Conseil des gardiens de la Constitution conclut : « Nous n'avons constaté aucune fraude ou infraction majeure (...) aucune des plaintes des candidats n'a été acceptée par le Conseil ». Le Conseil affirme qu'il y a eu plus de votes que d'électeurs potentiels dans cinquante districts (sur un total de 366 districts), mais ce cas «peut s'expliquer par le fait que certaines villes accueillent des migrants, sont touristiques, etc. » car théoriquement chaque électeur peut voter où il veut. « Mais l'ensemble des voix de ces districts est de 3 millions de votes et cela n'aura pas une influence importante sur les résultats de l'élection ».

### Manifestations, répression et résistance

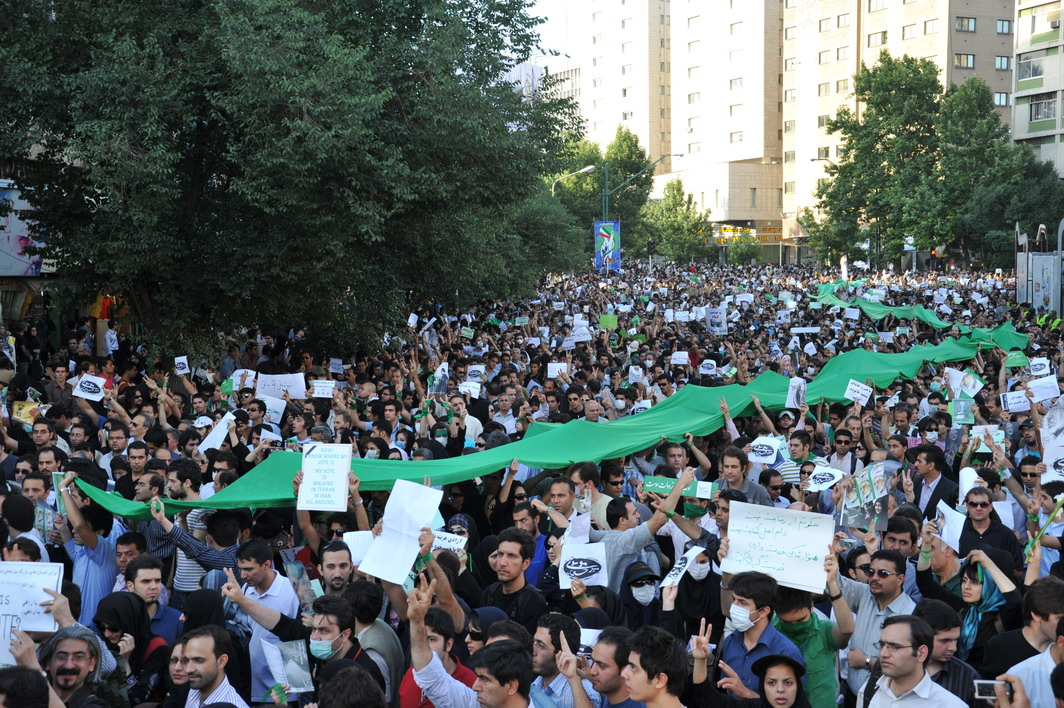
Manifestation pro-Moussavi, le 16 juin 2009 à Téhéran.

De violents affrontements ont éclaté dès le 13 juin 2009, entre la police anti-émeute et des milliers de manifestants qui contestaient les résultats de l'élection présidentielle. À Téhéran, la foule en colère a fait irruption dans les magasins et a mis le feu à des pneus devant le ministère de l'Intérieur, tandis qu'une chaîne humaine de 300 jeunes se formait dans une grande artère de la capitale iranienne. Le même jour, plusieurs responsables réformateurs ont été arrêtés, les communications par téléphone mobile dans la région de la capitale et plusieurs sites communautaires sur Internet, jugés favorables à Moussavi, ont été bloqués.
Selon une radio officielle iranienne, on compte au moins sept civils tués à Téhéran le 15 juin, en marge des manifestations. Selon certains, les meurtres de cinq étudiants dans les dortoirs de l'université de Téhéran plus tard dans la soirée par des miliciens sont liés à ces événements. Cependant ultérieurement l'opposition dénombrera beaucoup plus de morts, 67 ont été identifiés et d'autres restent non identifiés à ce jour (16 août 2009).
Le 20 juin 2009, avant midi, Moussavi a annoncé parmi la foule qu'il a fait ses ablutions en préparation au martyr. À 15 h 41, au début de la manifestation de l'opposition interdite par le pouvoir, les autorités iraniennes déclarent qu'un attentat-suicide au mausolée de Khomeini a fait au moins un blessé. Au moins dix personnes ont été tuées, plus de 100 blessées et 457 arrêtées au cours de la répression de cette manifestation interdite à Téhéran, selon la chaîne iranienne d'État Press TV. D'après la chaîne d'information américaine CNN, le bilan est de 19 personnes tuées, le 20 juin 2009 ; d'autres sources font état de la mort de 150 personnes. Parmi les personnes arrêtées, se trouvent cinq membres de la famille de l'ancien président iranien Hachemi Rafsandjani.
Ce même jour, à Téhéran, la mort par balle d'une jeune femme, Neda Agha-Soltan, est filmée par des manifestants qui se trouvent près d'elle. Les vidéos sont immédiatement postées sur Internet, puis diffusées à leur tour par les médias du monde entier ; la violence de la scène - Neda meurt en moins de 2 minutes dans un bain de sang - frappe alors les esprits au point d'élever, en moins de 48 heures, cette jeune femme - par son prénom et son visage - au rang d'icône internationale de la contestation iranienne. Des hommages lui sont rendus de toutes parts.
Le Conseil national de la résistance iranienne dénonce la répression violente visant à empêcher toute contestation de l'élection et interdire toute expression libre.
Au 1er juillet 2009, les perdants contestent toujours la légitimité du président élu. Le bilan officiel fait état de 20 morts et 1 032 arrestations par la police, bien plus selon les opposants.
De nombreux manifestants ont été arrêtés, ainsi que des responsables de l'opposition. Ils ont été soumis à des procès à l'occasion desquels fut dénoncé les fait qu'ils avaient été torturés. De nombreux prisonniers sont également morts en prison. Ces procès extorquant des aveux sous la menace et la torture sont qualifiés de mise en scène destinée à empêcher toute opposition
Des anciens parlementaires de l'opposition réformatrice ont qualifié de « procès spectacle » mené par un « tribunal stalinien » le procès collectif d'une centaine de personnes, qui sont accusées par le pouvoir actuellement en place, d'avoir voulu renverser le régime.
Au 15 août, les procès se préparent encore dont les conditions sont dénoncées par l'opposition, pendant que se poursuivent manifestations et diverses déclarations et actions de cette dernière
Sur son site internet Ghalamnews, Moussavi déclare qu'il n’abdique pas et que la répression ne peut arrêter les protestations :
« J'ai vu la naissance, dans la foulée de l'élection, d'un fort sentiment national (…) qui a rassemblé différents groupes de la société ». « Certains ont pensé qu'en arrêtant des gens qu'ils pensent être les meneurs de la protestation, la question sera réglée. Mais le fait est que le mouvement a continué dans le pays et a démontré que les arrestations seront sans effet ».
Les manifestations reprennent le 27 décembre, à l'occasion de l'Achoura, avec un bilan de huit morts, dont le neveu de Moussavi, et de plusieurs centaines d'arrestations dont celles de nombreuses personnalités de l'opposition. À la suite de ces manifestations, le régime organise des contre-manifestations.
Plusieurs personnes sont condamnées à la peine capitale et exécutées après les manifestations (lire plus bas).

### Réaction officielle sur les manifestations: accusations d'ingérence
Téhéran accuse les « agents étrangers », les États-Unis, le Royaume-Uni, la France, l'Allemagne, Israël, les médias occidentaux et les « terroristes » d'être les vrais responsables des troubles qui secouent l'Iran depuis la réélection contestée du président Mahmoud Ahmadinejad.
Pour le ministre des Affaires étrangères, Manouchehr Mottaki : « la Grande-Bretagne a comploté contre l'élection présidentielle depuis plus de deux ans », indiquant que « des éléments liés aux renseignements britanniques étaient arrivés en masse avant l'élection présidentielle » et que pour s'adapter à cet afflux de voyageurs, la compagnie aérienne assurant la ligne Londres-Téhéran avait dû avoir recours à un avion plus gros, « de type 747 ».
Selon un article du New Yorker, le Congrès aurait accepté en 2007 la demande du président George W. Bush de financer une importante augmentation des opérations clandestines contre l'Iran. La radio la Voix de l'Amérique, financée par le Congrès américain est qualifiée de « poste de commandement des émeutes ».
En réaction, la présidence tchèque de l’Union européenne a convoqué, le 23 juin 2009, à Prague, le chargé d’affaires iranien. Elle a rejeté les accusations en bloc jugées « infondées et inacceptables ». « Tous les pays de l'Union européenne sont évidemment unis face aux accusations portées contre certains pays en particulier et les tentatives de singulariser l'attitude de certains face à l'Iran », a indiqué la présidence de l'Union européenne,.
De son côté, le président des États-Unis, Barack Obama, a lui aussi rejeté avec fermeté ces accusations : « J'ai dit clairement que les États-Unis respectaient la souveraineté de la République islamique d'Iran et qu'il n'y avait pas d'ingérence dans les affaires iraniennes », a-t-il souligné. M. Obama a appelé Téhéran à « gouverner par le consensus et non par la force », en citant les violences dans les manifestations en Iran, qui ont fait au moins 17 morts, une centaine de blessés et des centaines d'arrestations,.
Les déclarations de Barack Obama sur la non-ingérence pourraient être contredites par l'existence d'un rapport sur le financement des dissidents iraniens émanant de l'USAID qui prévoit un budget de 20 millions de dollars pour promouvoir trois objectifs :
- renforcer l'organisation de la société civile et des groupes de pressions.
- accroitre la prise de conscience et renforcer l'état de droit, par exemple en formant des magistrats.
- développer la liberté de l'information, par exemple en utilisant les nouveaux médias pour cibler les jeunes.

Ce plan s'achève le 30 juin 2009. Il se cumule avec les dotations de la NED (dotation nationale pour la démocratie).
L'administration d'Obama souhaite pour 2010 un effort particulier de 15 millions de dollars pour amorcer la démocratie au Proche-Orient.
En 2007, George W. Bush avait autorisé des opérations secrètes de déstabilisation de l'Iran, un budget de 400 millions de $ a été approuvé par le parlement pour la montée en puissance d'opérations secrètes destinées à miner le gouvernement de Téhéran. En 2006, la secrétaire d'État Condoleezza Rice avait reçu un budget de 75 millions de dollars pour une campagne de « changement du régime » par propagande et aides aux groupes d'oppositions ; le budget était alors de 10 millions de dollars.
La secrétaire d'état américaine Hillary Clinton a reconnu, lors d'un entretien accordé à Fareed Zakaria, le 9 août 2009 sur CNN, un soutien américain aux protestations, déclarant : « nous avons fait beaucoup pour renforcer les protestataires sans nous afficher ».

### Réactions de l'opposition en exil
- Maryam Radjavi, dirigeante de l'Organisation des moudjahidines du peuple iranien, a déclaré que « La dictature religieuse et ses institutions répressives doivent être écartées pour que le peuple iranien puisse organiser des élections libres sous contrôle des Nations unies »[69].
- Le Parti communiste-ouvrier d'Iran a appelé à « renverser le régime islamique ». Il a publié un programme immédiat en six points[70] et appelé les femmes à retirer leurs voiles[71]. Sa télévision par satellite, New Channel, émet en direction de l'Iran[72].
- Le Parti communiste-ouvrier d'Iran - Hekmatiste, issu du précédent, prône l'action autonome de la classe ouvrière et une claire démarcation avec le mouvement de soutien à Mousavi. Son slogan est « Non à l’islam vert de Mousavi, non à l’islam noir d’Ahmadinejad ! Vive la liberté et l’égalité ! »[73]. Son chef, Koorsoh Modaresi, considère que la lutte entre les deux camps reflète essentiellement les contradictions du capitalisme iranien[74].
- Le Tudeh (parti communiste iranien) a déclaré que « Le Guide suprême et ceux qui ont perpétré le coup d'État sous sa direction doivent être défaits immédiatement par le pouvoir des masses »[75].

### Procès et exécutions
Le cas le plus médiatisé fut celui de l'étudiante française Clotilde Reiss, emprisonnée à la prison d'Evin (nord de Téhéran), du 1er juillet au 16 août 2009 pour avoir pris des photos de manifestations avec son téléphone portable.
L'ONG Amnesty International évoque une augmentation du taux d'exécutions capitales dans les deux mois qui ont suivi l'élection, dont 24 exécutions le jour de l'investiture de Mahmoud Ahmadinejad.
Par ailleurs, l'opposant Mehdi Karoubi affirme que de nombreux manifestants arrêtés ont été violés en détention.
Onze opposants sont officiellement condamnés à la peine capitale à la suite des manifestations. Arash Rahmanipour (en) et Mohammad-Reza Ali-Zamani (en), accusés d'être « ennemis de Dieu » (mohareb), d'avoir cherché à renverser le régime de la République islamique, et d'appartenance à l'Assemblée du royaume d'Iran et à l'Organisation des moudjahiddines du peuple iranien, sont exécutés le 28 janvier 2010.

## Un changement de régime?

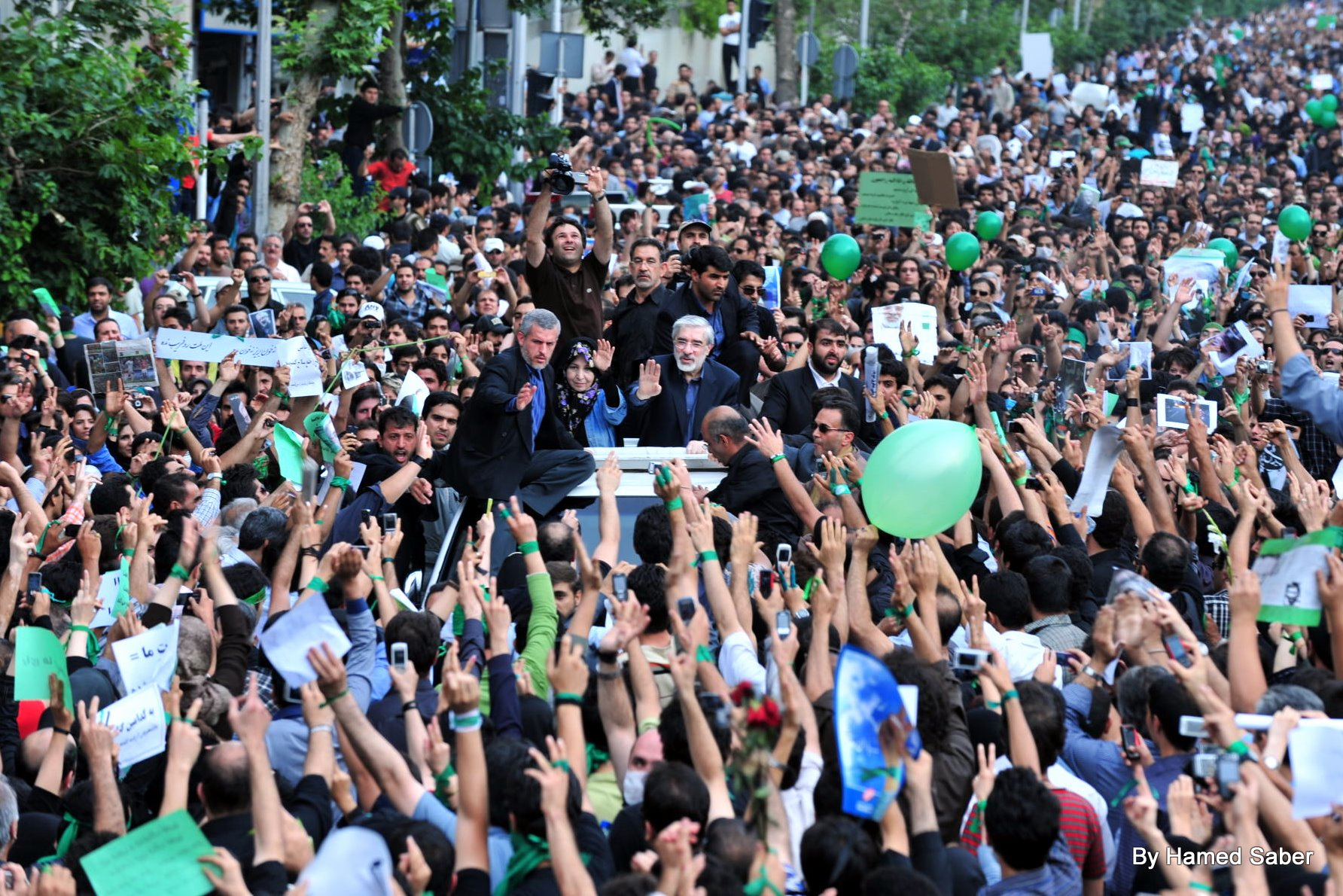
Le réformiste Mir-Hossein Mousavi en campagne lors de l'élection présidentielle.

Pour plusieurs observateurs qui jugent que les résultats officiels de l'élection constituent une fraude, il s'agit d'un coup d'État interne au régime, voire d'un véritable tournant historique pour la République islamique.
Le candidat malheureux Mir Hossein Moussavi a dénoncé les « dérives dictatoriales » du régime.
Pour la sociologue spécialiste de l'Iran Azadeh Kian-Thiébaut (université Paris-VII et unité de recherche du monde iranien et indien du CNRS), « C'est une forme de coup d'État, où les principaux tenants du pouvoir ont renversé une autre tendance du régime : la composante théocratique a éliminé la composante démocratique ».
Selon le sociologue franco-iranien Farhad Khosrokhavar, professeur à l'École des hautes études en sciences sociales (EHESS), pour « une partie importante des détenteurs du pouvoir, surtout le duo formé par le Guide suprême et la hiérarchie supérieure de l'armée des pasdarans (..) il fallait transformer le régime oligarchique, qui présentait une dimension démocratique susceptible de le déstabiliser, en un régime autocratique qui soumettrait le corps social à une version fermée de l'islam. (..) ». Mais les élections ont « bouleversé les plans du nouveau duo (Guide et pasdarans), plans qui n'étaient ni plus ni moins qu'un coup d'État rampant. »
Le journaliste français Georges Malbrunot estime que « À la place de la République islamique, Ahmadinejad et les plus radicaux des ayatollahs ambitionnent d'instaurer “un gouvernement islamique” qui se passerait de l'onction démocratique apportée par le suffrage universel ».
La secrétaire d'État américaine Hillary Clinton, rapportant l'analyse de l'administration américaine, a pour sa part jugé en février 2010 que « l'Iran évolue vers une dictature militaire.»

## Sondages préélectoraux
Un sondage préélectoral plaçait Ahmadinedjad en tête, sur un échantillon de 1001 personnes, il recueillait 34 % d'intention de votes, néanmoins plus de 50 % des personnes n'avaient pas fait leur choix. Selon ce sondage plus de 60 % des iraniens souhaitaient toutefois des réformes politiques.
Ce sondage préélectoral est cependant contesté par un analyste, Michael Tomasky, rédacteur en chef d'un des sites du Guardian, Guardian America. Il considère en effet qu'il y a eu une fraude massive.[réf. nécessaire] Pour lui, l'annonce prématurée de la victoire d'Ahmadinejad est symptomatique du "coup d'État" opéré par le président sortant.
Citation reproduite par Le Monde : « La manière dont l'Internet et le réseau de téléphonie mobile ont été coupés, la façon dont les dissidents ont été réduits au silence, ce sont là des pratiques antidémocratiques. C'est même un euphémisme », ajoute-t-il. Sans parler des résultats eux-mêmes : « Comment un candidat qui tournait à 39 % d'intentions de vote quelques jours avant le scrutin a-t-il pu obtenir 62 % le jour de l'élection (...) sachant que 11,2 millions d'Iraniens de plus se sont déplacés par rapport à 2005 et que 7,2 millions auraient porté leur voix sur Ahmadinejad. Cela voudrait dire que 65 % des nouveaux votants ont choisi le président sortant ». « Peu vraisemblable, conclut-il, dans un pays où le taux de chômage est supérieur à 10 %, l'inflation est proche de 25 % (...) et les promesses populistes faites il y a quatre ans n'ont pas été tenues ». Le Monde.fr du 15.06.09.
| Par                                             | Date            | Échantillons                                                                        | Candidats (% des suffrages exprimés) | Candidats (% des suffrages exprimés) | Candidats (% des suffrages exprimés) | Candidats (% des suffrages exprimés) |
| Par                                             | Date            | Échantillons                                                                        | Mahmoud Ahmadinejad                  | Mehdi Karoubi                        | Mir Hossein Moussavi                 | Mohsen Rezaï                         |
| ----------------------------------------------- | --------------- | ----------------------------------------------------------------------------------- | ------------------------------------ | ------------------------------------ | ------------------------------------ | ------------------------------------ |
| "Terror Free Tomorrow" pour le Washington Post, | 11-20 mai 2009  | Au niveau national : 1 001 personnes Marge d'erreur : +/-3,1 % 50 % de non exprimés | 34 %                                 | 2 %                                  | 14 %                                 | 1 %                                  |
| Press TV                                        | 3 et 4 mai 2009 | Au niveau national, deux candidats en ballotage, 19,5 % de non exprimés             | 72,8 %                               | non proposé                          | 27,2 %                               | non proposé                          |
| Press TV                                        | 3 et 4 mai 2009 | Téhéran, deux candidats en ballotage, 26,2 % de non exprimés                        | 60,7 %                               | non proposé                          | 39,3 %                               | non proposé                          |

De nombreux autres sondages d'opinion en Iran sont considérés comme non fiables[réf. nécessaire]. Certains portent sur des petits groupes non représentatifs, comme les étudiants ou les travailleurs, d'autres sont annoncés sans préciser l'institut de sondage ou la méthodologie utilisée. Il en résulte une grande dispersion des chiffres, qui dépendent essentiellement de qui les annonce,.
| Par                                           | Date                 | Échantillons                                                                | Candidats           | Candidats     | Candidats            | Candidats    |
| Par                                           | Date                 | Échantillons                                                                | Mahmoud Ahmadinejad | Mehdi Karoubi | Mir Hossein Moussavi | Mohsen Rezaï |
| --------------------------------------------- | -------------------- | --------------------------------------------------------------------------- | ------------------- | ------------- | -------------------- | ------------ |
| Iranian Students Polling Association (ISPA)   | 10 juin 2009         | Au niveau national                                                          | 47 %                | inconnu       | 31 %                 | inconnu      |
| annoncé par Rooz                              | avant le 9 juin 2009 | Au niveau national : 7 900 personnes                                        | 23 %                | inconnu       | 54 %–57 %            | inconnu      |
| Rahbord e Danesh, annoncé par Tabnak          | avant le 9 juin 2009 | 1 743 personnes                                                             | 25,5 %              | 6 %           | 37,5 %               | 31 %         |
| annoncé par Alef                              | avant le 8 juin 2009 | Téhéran                                                                     | 42 %                | inconnu       | 46 %                 | inconnu      |
| IRIB, annoncé par Alef                        | avant le 7 juin 2009 | Téhéran                                                                     | 47,5 %              | inconnu       | 40 %                 | inconnu      |
| IRIB, annoncé par Alef                        | avant le 7 juin 2009 | plus de 16 000 personnes                                                    | 62,5 %              | inconnu       | 25,5 %               | inconnu      |
| annoncé par Baznevis                          | avant le 6 juin 2009 | 16 945 personnes                                                            | 22,5 %              | 7,5 %         | 64 %                 | 4 %          |
| annoncé par Iranian Labour News Agency (ILNA) | avant le 5 juin 2009 | Au niveau national : 300 000 personnes                                      | 24,61 %             | 10,72 %       | 54,53 %              | 10,14 %      |
| Rahbord e Danesh, annoncé par Tabnak          | avant le 3 juin 2009 | 1 743 personnes                                                             | 29,5 %              | 7,5 %         | 37,5 %               | 25,2 %       |
| Rayemelat                                     | avant le 3 juin 2009 | Téhéran                                                                     | 33 %                | 10 %          | 50 %                 | 6 %          |
| Baznevis, annoncé par Tabnak                  | avant le 31 mai 2009 | Au niveau national : 77 058 personnes                                       | 33 %                | 3 %           | 36 %                 | 27 %         |
| Aftab News, annoncé par Tabnak                | avant le 31 mai 2009 | Au niveau national : 18 391 personnes (Pour qui ne voulez vous pas voter ?) | (62 %)              | (7 %)         | (28 %)               | (4 %)        |
| Rahbord Danesh, annoncé par Tabnak            | 31 mai 2009          | Au niveau national                                                          | 32 %                | 6 %           | 36 %                 | 27 %         |
| ISPA (Iranian Students Polling Association)   | 29 mai 2009          | Au niveau national : 11 285 personnes                                       | 54,8 %              | 4,7 %         | 21,3 %               | 2,6 %        |
| annoncé par Ghalamnews                        | avant le 27 mai 2009 | 1 650 personnes                                                             | 35 %                | inconnu       | 54 %                 | inconnu      |
| annoncé par Rayemelat                         | avant le 27 mai 2009 | Téhéran                                                                     | 36 %                | 9 %           | 48 %                 | 5 %          |
| Young Journalists Club (IRIB affiliated)      | avant le 30 mai 2009 | Au niveau national : 30 000 personnes                                       | 1er                 | 2e            | 3e                   | 4e           |
| Islamic Republic of Iran Broadcasting         | avant le 26 mai 2009 | Téhéran                                                                     | 43 %                | inconnu       | 47 %                 | inconnu      |
| annoncé par Rayemelat                         | 14 mai 2009          | Téhéran                                                                     | 42 %                | 6 %           | 44 %                 | 4 %          |
| Etemad-e-Melli                                | avant le 13 mai 2009 | Au niveau national                                                          | 1er                 | 2e            | 3e                   | 4e           |
| Rahbord Danesh, annoncé par Tabnak            | 5 mai 2009           | Au niveau national                                                          | 38 %                | 12 %          | 32 %                 | 15 %         |
| Rahbord Danesh, annoncé par Tabnak            | 4 avril 2009         | Au niveau national                                                          | 40 %                | 8 %           | 24 %                 | 1 %          |
| Worker's Statistical Institute                | Mars 2009            | Au niveau national : ouvriers                                               | 36 %                | 8 %           | 52 %                 | inconnu      |
| Rahbord Danesh, annoncé par Tabnak            | 5 mars 2009          | Au niveau national                                                          | 44 %                | 7 %           | 13 %                 | 0 %          |